# Astillero de Avondale

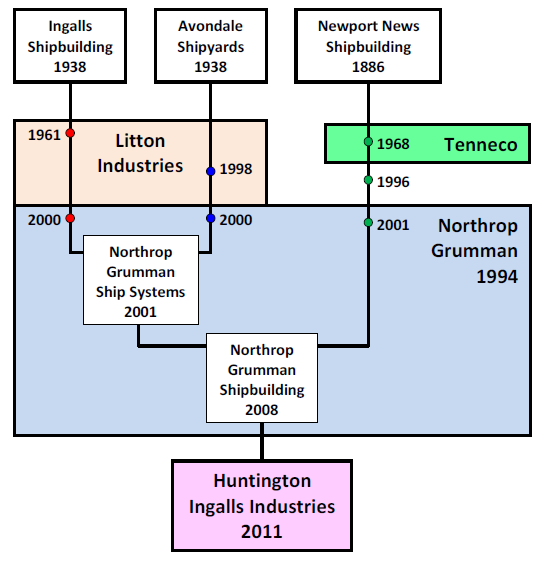
Historial de fusiones

Avondale Shipyard era una empresa de construcción naval independiente, adquirida por Litton Industries, a su vez adquirida por Northrop Grumman Corporation. En 2011, junto con la antigua Ingalls Shipbuilding, el astillero formaba parte de Huntington Ingalls Industries. En octubre de 2014 cerró sus puertas. El astillero se ubicaba en la orilla oeste del río Misisipi en el área denominada Bridge City, a unos 32 kilómetros (20 mi) río arriba desde Nueva Orleans cerca de Westwego, Luisiana. Fue el sitio donde se llevó a cavo la modernización del acorazado USS Iowa a principios de la década de 1980 y también construyeron algunos de los buques de a bordo ligero (LASH). En un momento, fue el mayo empleador del estado de Luisiana, con unos 26.000 empleados. 

## Historia
El astillero Avondale Shipyards fue fundada en 1938 como Avondale Marine Ways por James Grinstead Viavant, Harry Koch y Perry N. Ellis. Al principio las instalaciones se dedicaban principalmente a la reparación y construcción de barcazas, que trabajaban en el río Misisipi. En 1941, la empresa empleaba solo a 200 trabajadores.[cita requerida]
Durante la Segunda Guerra Mundial se les adjudicó un contrato para construir remolcadores para la Comisión Marítima de los Estados Unidos. Esto condujo a otros contratos para construir destructores y escoltas de destructores.
Después de la Segunda Guerra Mundial, el astillero aprovechó la expansión industrial petrolera de Luisiana para construir barcazas de perforación y plataformas petroleras de alta mar. También construyeron otras embarcaciones, entre ellas comerciales y barcos de pesca. Durante la guerra de Corea y la guerra de Vietnam obtuvieron nuevamente contratos gubernamentales para construir embarcaciones militares.
En 1959, Avondale Marine Ways fue adquirida por Ogden Corporation por una suma de $14 millones de dólares, pasándose a llamar al año siguiente Avondale Shipyards, Inc. La empresa fue vendida a sus empleados en 1985. En 1988, empezó a cotizar en bolsa, bajo el nombre de Avondale Industries, Inc. Los trabajadores votaron a favor de sindicalizarse con el New Orleans Metal Trades Council en 1993, lo que condujo a una larga y ardua batalla legal entre los trabajadores y Avondale Industries. El sindicato Metal Trades Union finalmente triunfo en el año 2000. La publicación Bayou Worker, archivada en la Universidad Loyola de Nueva Orleans, contiene información relacionada con los esfuerzos de la organización sindical.
En 1998, la compañía obtuvo contratos por valor de $454,7 millones para la construcción de dos buques, un buque muelle de transporte anfibio y el más moderno buque de asalto anfibio para la Marina de los EE.UU.
A mediados de 2010, se anunció la intención, por parte de Northrop Grumman, de cerrar el astillero Avondale para 2013, para consolidar sus operaciones de construcción naval en su astillero ubicado en la Costa del Golfo, Pascagoula, Misisipi. Northrop Grumman realizó una escisión que entró en vigor a partir del 31 de marzo de 2011 desde Northrop Grumman Shipbuilding a Huntington Ingalls Inc. El astillero Avondale se convirtió en Huntington Ingalls Industries Avondale Operation, filial de Huntington Ingalls Inc. En febrero de 2013, el astillero Avondale se reorganizó y entró en el sector de equipos de producción de gas y petróleo.
USS Somerset fue registrado como el último buque de la Armada en zarpar desde el astillero de Avondal, el 3 de febrero de 2014.

## Barcos construidos

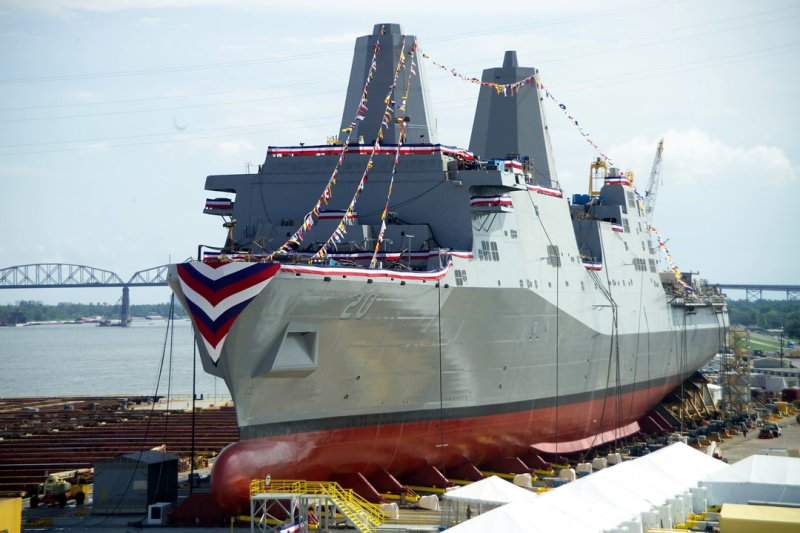
El Green Bay, listo para ser botado, 13 de noviembre de 2004, Grumman Ship Systems, Avondale, LA.

Lista de barcos construidos por Avondale incluyen:
- Portacontenedores clase APL C-9 (1980-1983), originalmente presidente Monroe, presidente Washington y presidente Lincoln. Estos ahora son operados por Matson Navigation Company como M/V Manoa, Mahimahi y Mokihana, respectivamente.
- Clase MARAD Design C9-S-81d y C8-S-81d (barcos LASH)
- El rompehielos USCGC Healy
- Buques de asalto anfibio clase San Antonio (6 de 9 barcos, desde el 2000-al presente) incluido el USS New York construido con acero de las torres del World Trade Center después del ataque del 11 de septiembre y el USS Somerset construido con acero de una grúa que se encontraba cerca del lugar del accidente del vuelo 93, también destruido el 11 de septiembre.
- 4 LSD clase Harpers Ferry (1991-1997)
- 5 de 8 LSD clase Whidbey Island (1986-1990)
- SS Velma Lykes, ahora TS Kennedy, buque escuela de la Academia Marítima de Massachusetts
- 5 clase Cimarron (5 de 5 barcos, 1981-1983)
- Clase Henry J. Kaiser (14 de 16 barcos, 1984-1996)
- 7 buques de carga clase Bob Hope (1993 y 2001)
- 12 cúteres de la Clase Hamilton para la USCG (1967-1972)
- Fragatas clase Knox (27 de 46 barcos, 1967-1974)
- USCGC Greenbrier - licitación del río USCG
- El Centro Correccional Vernon C. Bain, un barco prisión  para la ciudad de Nueva York (1992)[9]
- MV President Lincoln, un buque portacontenedores de la OMI (1982)